# Nuglar-Sankt Pantaleon
Nuglar-Sankt Pantaleon es una comuna suiza del cantón de Soleura, ubicada en el distrito de Dorneck. Limita al norte con las comunas de Frenkendorf (BL) y Liestal (BL), al este con Seltisberg (BL), al sureste con Lupsingen (BL), al suroeste con Büren, y al oeste con Gempen. 